# Transformers Universe (Classics 2.0)
Universe de 2008 es la segunda franquicia en usar el nombre. Como el anterior Universe, esta línea acoge todos aquellos juguetes que no entran dentro de la línea principal de Transformers Animated, actualmente la franquicia actual.
Hasbro anunció la línea en BotCon 2007, no teniendo ninguna historia de trasfondo. La línea primariamente se centra, pero no únicamente, en vehículos “realistas”. Lo primero que ofreció la línea fue varios juguetes de Robot Heroes basados en la G1 y Beast Wars, y una continuación de la línea de juguetes Classics, ahora bajo el lema de Classics Series, con tamaños Deluxe y Ultra, a los que siguió las clases Legends of Cybertron y Voyager. En 2009, los blísteres y las cajas tendrán en una esquina el logo de “25th anniversary”, incluyendo en la línea nuevas versiones de personajes claves de cada generación de juguetes.
En enero de 2008, Hasbro lanzó una web para la nueva línea de Universe, caracterizando una preview de los primeros juguetes de Classics y un video creado en CGI de la batalla entre Megatron y Optimus Prime que se vio en la película animada del 86. 
Varias de las figures clase Ultra tienen sonidos y luces electrónicas.

## Línea de juguetes

### 2008 (Classic Series)

#### Legends
Autobots
- Hound
- Jazz
- Beachcomber
- Brawn
- Cosmos

Decepticons
- Onslaught
- Starscream
- Megatron G2
- Red Alert

#### Deluxes
Autobots
- Sunstreaker
- Hound
- Prowl
- Sideswipe
- Silverstreak
- Ironhide
- Ratchet

Decepticons
- Octane
- Galvatron
- Acid Storm

#### Voyager
Autobots
- Blades
- Blaster con Mini-Con Blockrock
- Tread Bolt

Decepticons
- Dropshot
- Heavy Load con Drillbit Mini-Con
- Nemesis Prime (San Diego Comic Convention Exclusive)

#### Ultra
Autobots
- Powerglide
- Silverbolt

Decepticons
- Onslaught
- Storm Cloud

#### Multipacks
- Target exclusive Legends 5-packs
  - Aerial Rivals
    - Air Raid
    - Blades
    - Ramjet
    - Skydive
    - Thrust

- - Leadership Team
    - Hot Zone
    - Hun-Gurrr
    - Razorclaw
    - Scattershot
    - Silverbolt

- Target exclusive Voyager-Deluxe Comic 2-Packs
  - Dirge vs. Roadbuster
  - Springer vs. Ratbat

### Armada Series
- Mini-Con 12-Pack
  - Safeguard Team
    - Flatfoot
    - Heavytread
    - Makeshift

  - Overcast Team
    - Boltflash
    - Cloudraker
    - Skyhammer

  - Landslide Team
    - Backstop
    - Bodyblock
    - Knockdown

  - Ransack Team
    - Blight
    - Brimstone
    - Supressor

### 2009 (25 Aniversario)

#### Deluxe
Autobots
- Hound con Decepticon Ravage
- Cheetor
- Hot Shot con Mini-Con Jolt

Decepticons
- Starscream
- Cyclonus con Nightstick Targetmaster

#### Voyagers
Autobots
- Inferno
- Grapple

#### Otros
- Optimus Prime G1 con DVD y cómic

### Robot Heroes

#### G1
- Arcee & Rumble
- Hound & Blitzwing
- Sunstreaker & Galvatron
- Blaster & Thrust
- Ironhide & Kickback

#### Beast Wars/Machines
- Cheetor & Blackarachnia
- Optimus Primal & Tarantulas
- Rattrap & Megatron
- Rhinox & Waspinator
- Silverbolt & Transmetal Megatron
- Cheetor & Tankor